# 1956年飓风格雷塔
飓风格雷塔（英語：Hurricane Greta）是1956年大西洋颶風季后期的一個十分巨大的大西洋飓风，源于10月30日牙买加附近的热带低气压，起初北上期间尚有温带天气系统特征。到了11月2日，低气压区周围风力开始达到烈风强度，但环流中心风速相对缓慢。11月3日，气旋已增强成热带风暴并获名“格雷塔”。系统稳步增强，于11月4日达到飓风标准，最高强度风速每小时155公里。不久，格雷塔开始因行经洋面水温降低减弱，最终于11月7日在中大西洋上空转变成温带气旋。气旋在热带风暴或飓风强度期间没有直接冲击陆地，但仍有多地受到大浪影响。波多黎各有一人死亡，海浪导致的经济损失总额约为360万美元。

## 气象历史
飓风格雷塔源自1956年10月30日牙买加附近热带辐合带中的热带扰动，海军侦察机偵測到了時速達每小时55公里的持续风速，并发现了低气压区。大西洋飓风数据库中认定系统此时开始属热带低气压，儘管附近船只的观测结果顯示其表面环流中心为冷芯，这与热带气旋应为暖芯的特征不符，不過气象机构依然将之归类为热带天气系统。10月31日，热带低气压已从海地西侧边缘经过，然后又穿过古巴最东端进入大西洋。到了11月1日下午，气旋已抵达巴哈马中部并转向东北。
气旋中心的气压此时已降至998毫巴（百帕，29.47英寸汞柱），并有大范围海域上空风速达到烈风强度，气象部门由此在次日早间把热带低气压升级成热带风暴，并以“格雷塔”（Greta）命名。气象机构认为，此风暴与通常在夏威夷州附近形成的大规模亚热带科納風暴非常相似。受中大西洋上空的高气压区影响，格雷塔于11月2日清晨转向西北。当晚，气象部门首度派遣侦察机飞入风暴观测，执行任务的有两架飞机，一架是空军的B-50，另一架是B-47高空喷射机。截止11月3日，气旋的移动路线已形成逆时针环路，在此期间气象部分又多次派出飞机进入风暴执行侦察任务，此时格雷塔还开始朝东南方向前进。系统继续强化，于11月4日成为飓风，强度还在当晚达到现代萨菲尔-辛普森飓风等级下的二级飓风标准。接下来气旋转向东北并加快移动速度，只是强度未能继续提升，侦察机在此期间测得970毫巴（百帕，28.64英寸汞柱）的最低气压。
格雷塔刚达到最高强度时规模异常庞大，烈风风场直径约有1930公里。达到最高强度后，飓风行经洋面水温降低，环流因此拉长，但此后数天强度依然保持。11月6日早上，格雷塔转变成强烈的温带气旋，规模依旧非常庞大。

## 防灾措施和影响
格雷塔在热带风暴和飓风强度时期没有直接从陆地上经过，但其规模庞大，导致大西洋大范围海域浪高超过六米，远至美国东部都受到气旋影响。美国国家气象局向风暴附近船只发出警报，建议做好应对准备。气旋产生的涌浪将圣克罗伊岛多个码头摧毁，运送食品的船只也因风暴威胁无法抵达，该岛几乎与世隔绝并进入紧急状态。格雷塔产生烈风强度大风，许多小船被毁，只有能搭载少量物品的双桅纵帆船可以顺利到达。佛罗里达州僅杰克逊维尔沿海地区一地的建筑受破壞產生損失之价值就達约120万美元之多。高六米的大浪令波多黎各遭受重创，一名男子因未能及时从家中逃离而丧生。维尔京群岛出现高达7.6米的涌浪，汹涌海浪还将瓜德罗普八成港口设施摧毁。整场飓风造成的破坏損失共價值约360万美元（相当于2025年的4164萬美元）。